# Aaptos glutinans
Aaptos glutinans là một loài động vật thân lỗ thuộc họ Suberitidae. Loài này được mô tả năm 2011.